# Max Halbe

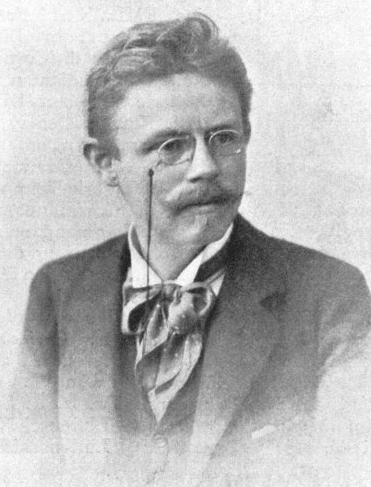
Max Halbe

Max Halbe (* 4. Oktober 1865 in Güttland, Preußen; † 30. November 1944 in Neuötting) war ein deutscher Schriftsteller. Er gehörte zu den wichtigen Exponenten des deutschen Naturalismus.

## Leben
Max Halbe wurde als Sohn eines westpreußischen Gutsbesitzers in Güttland bei Danzig geboren. Ab 1883 studierte er Rechtswissenschaften in Heidelberg, wechselte 1884 zur Philosophischen Fakultät in München und wurde dort – nach einigen Semestern in Berlin – 1888 mit einer Dissertation über „Beziehungen zwischen Friedrich II. und dem Päpstlichen Stuhl“ zum Dr. phil. promoviert. Anschließend ließ er sich als freier Schriftsteller in Berlin nieder. 1893 erschien sein Bühnenstück Jugend, das neben Gerhart Hauptmanns Stück Die Weber zum erfolgreichsten naturalistischen Drama wurde.
1895 übersiedelte Halbe nach München und gründete das Intime Theater für dramatische Experimente. Ebenso wurde er Mitbegründer der Münchner Volksbühne. Hier kam es zur persönlichen Verbindung zu Ludwig Thoma. Auch mit Frank Wedekind pflegte Halbe eine Freundschaft, die zwar von zahlreichen Spannungen durchzogen war, jedoch bis zu Wedekinds Tod 1918 anhielt. Auf der Trauerfeier hielt Halbe die Grabrede. Ebenfalls befreundet war Halbe mit dem spätimpressionistischen Maler Albert Weisgerber, einem der wichtigsten Grafiker der Zeitschrift Die Jugend. Von Weisgerber stammt auch ein Porträt Halbes aus dem Jahr 1909. Außerdem pflegte er engen Kontakt zu Lovis Corinth, der mehrere Bilder von Halbe und seiner Frau Luise schuf.
Gegen Ende der 1890er Jahre begann der Dichter zunehmend sich vom Naturalismus abzuwenden. Ab dieser Zeit neigte Halbe in Stil und Themenwahl eher zur Neuromantik, wie es sich bereits durch den vornehmlich lyrischen Tonfall in Jugend und anderen Theaterstücken seiner frühen Schaffensperiode angekündigt hatte.

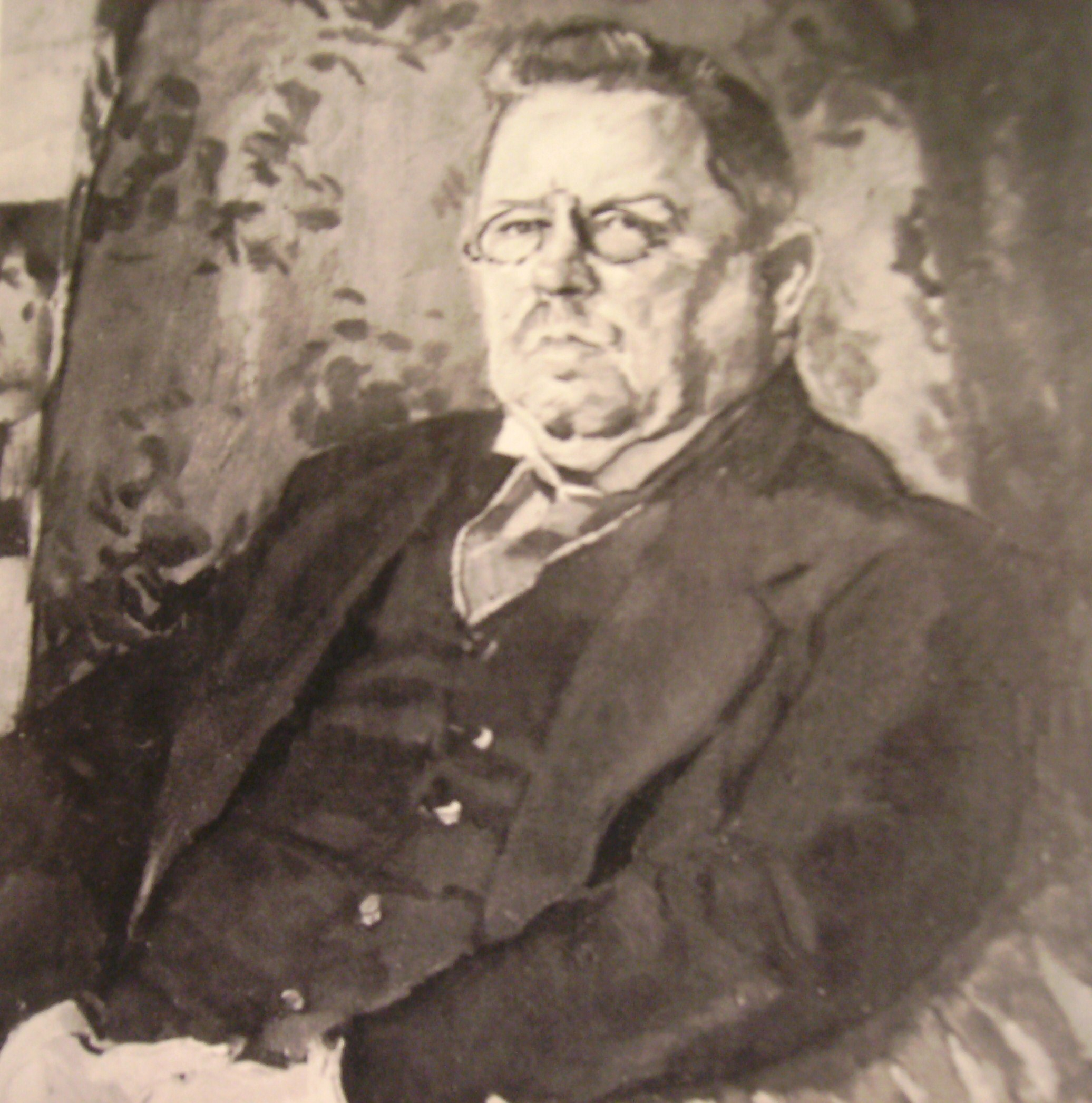
Max Halbe (Porträt gemalt von Albert Weisgerber, 1909)

Wenngleich Halbes Augenmerk auch weiterhin vor allem der Bühne galt und die späteren Theaterstücke (z. B. Der Strom) gegenüber den frühen eine deutliche Weiterentwicklung erkennen lassen, konnte er doch mit keinem von ihnen einen dem von Jugend vergleichbaren Erfolg feiern. Folglich wandte er sich auch größeren Erzählwerken zu und verfasste mehrere Romane, wie Die Tat des Dietrich Stobäus oder Generalkonsul Stenzel und sein gefährliches Ich, in denen er sich besonders auf die Ausgestaltung der Gedankengänge seiner Figuren konzentrierte. Wichtige Quellenwerke zur Geschichte der deutschen Literatur, besonders des Naturalismus, sind die beiden Autobiografien Scholle und Schicksal. Geschichte meines Lebens von 1933 und Jahrhundertwende. Geschichte meines Lebens 1893–1914 aus dem Jahr 1935.
Nach der „Machtergreifung“ der Nationalsozialisten im Januar 1933 bekannte sich Halbe, ähnlich wie Gerhart Hauptmann, nicht öffentlich gegen die neuen Machthaber und hielt sich von der Politik fern. Doch unterschrieb er am 22. Oktober 1933 das Gelöbnis treuester Gefolgschaft für Adolf Hitler und ließ sich auch für Veranstaltungen der NS-Propaganda einspannen.
Als einen der wenigen in Deutschland verbliebenen Schriftsteller von Bedeutung versuchten ihn die Nazis für sich zu reklamieren. In der Endphase des Zweiten Weltkriegs nahm ihn Adolf Hitler im August 1944 in die Gottbegnadeten-Liste der wichtigsten Schriftsteller auf, was seinem Ansehen im Nachkriegsdeutschland sehr geschadet hat und zur weitgehenden Missachtung seiner Werke führte.
Am 30. November 1944 starb Max Halbe im Alter von 79 Jahren auf seinem Gut in Neuötting in Oberbayern.
Seine Tochter war die Schauspielerin Anneliese Halbe (1894–1986).

## Ehrungen
Max Halbe war Ehrenbürger der Stadt Danzig und der „Ordensstadt“ Marienburg. Aus Anlass des 75. Geburtstags von Max Halbe stiftete die Stadt den Literaturpreis der Stadt Danzig, den sie auch Max-Halbe-Preis nannte. Der mit 3.000 Reichsmark dotierte Preis (inflationsbereinigt in heutiger Währung: rund 15.000 Euro) wurde kriegsbedingt nur einmal vergeben. Ottfried Graf Finckenstein (für Heimkehr nach Reiherberg) und Walter Sperling (für Wassernächte) waren 1942 die Preisträger. Ebenfalls anlässlich seines 75. Geburtstags wurde Max Halbe von dem Danziger Gauleiter und Reichsstatthalter Albert Forster in den Ehrenbeirat der Hansestadt berufen.

## Bibliographie
- Ein Emporkömmling. 1889 (Drama)
- Freie Liebe. 1890 (Drama) (Digitalisat)
- Eisgang. 1892 (Drama) (Digitalisat)
- Jugend. 1893 (Drama)[5] (Digitalisat)
- Lebenswende. 1896 (Komödie) (Digitalisat)
- Mutter Erde. 1897 (Drama) (Digitalisat). 1944 als Film Das Leben ruft, Drehbuch Otto Ernst Hesse, Regie Arthur Maria Rabenalt, EA 20. Dezember 1944
- Das tausendjährige Reich. Drama in vier Aufzügen. Berlin 1900[6] (Digitalisat)
- Haus Rosenhagen. 1901 (Drama) (Digitalisat)
- Der Ring des Lebens (Erzählungen; enthält: Der Ring des Lebens, Der Frühlingsgarten, Der Kämpfer, Doktor Sieverings Heimfahrt, Das letzte Rezept, Wenn wir alt sein werden) (Digitalisat). Neuausgabe Hofenberg, Berlin 2019, ISBN 978-3-7437-3150-9
- Der Strom. 1904 (Drama) (Digitalisat)
- Blaue Berge. 1909 (Komödie) (Digitalisat)
- Der Ring des Gauklers. 1911 (Ein Spiel) (Digitalisat)
- Die Tat des Dietrich Stobäus. 1911 (Roman)
- Freiheit. Ein Schauspiel von 1812. 1913
- Schloß Zeitvorbei. 1917 (Dramatische Legende) (Digitalisat)
- Jo. 1917 (Roman)
- Der Meteor. 1920 (Erzählung, Verl. Ullstein & Co.)
- Die Traumgesichte des Adam Thor. 1929 (Schauspiel)
- Generalkonsul Stenzel und sein gefährliches Ich. 1931 (Roman)
- Heinrich von Plauen. 1933 (Drama)
- Scholle und Schicksal. Die Geschichte meiner Jugend. 1933 (Autobiografie)
- Jahrhundertwende. Geschichte meines Lebens 1893–1914. 1935 (Autobiografie)
- Erntefest. 1936
- Die Elixiere des Glücks. 1936 (Roman). Neuausgabe Hofenberg, Berlin 2022, ISBN 978-3-7437-4559-9
- Kaiser Friedrich II. 1940
- Die Friedensinsel. 1945 (postum).

Werkausgabe
Sämtlche Werke. Der Bergland-Verlag, Salzburg 1945.
- Band 1: Scholle und Schicksal.
- Band 2: Jahrhundertwende.
- Band 3: Verse. Erzählungen.
- Band 4: Weihe des Hauses. Freie Liebe. Eisgang. Jugend. Der Amerikafahrer.
- Band 5: Lebenswende. Mutter Erde. Der Eroberer. Die Heimatlosen.
- Band 6: Das tausendjährige Reich. Haus Rosenhagen. Walpurgistag. Der Strom.
- Band 7: Die Insel der Seligen. Das wahre Gesicht. Blaue Berge. Der Ring des Gauklers.
- Band 8: Freiheit. Schloß Zeitvorbei. Hortense Ruland. Skandal in Bullrungen.
- Band 9: Die Traumgesichte des Adam Thor. Leben und Lieben in der Natur. Heinrich von Plauen. Erntefest. Kaiser Friedrich II.
- Band 10: Die Tat des Dietrich Stobäus.
- Band 11: Jo.
- Band 12: Generalkonsul Stenzel und sein gefährliches Ich.
- Band 13: Die Elixiere des Glücks.
- Band 14: Die Friedensinsel.